# 爪哇鼠耳蝠
爪蛙鼠耳蝠（学名：Myotis horsfieldii）为蝙蝠科鼠耳蝠属的动物。在中国大陆，分布于东北等地。该物种的模式产地在爪哇。